# Cybalomia azzalana
Cybalomia azzalana là một loài bướm đêm trong họ Crambidae.